# Heiner Müller

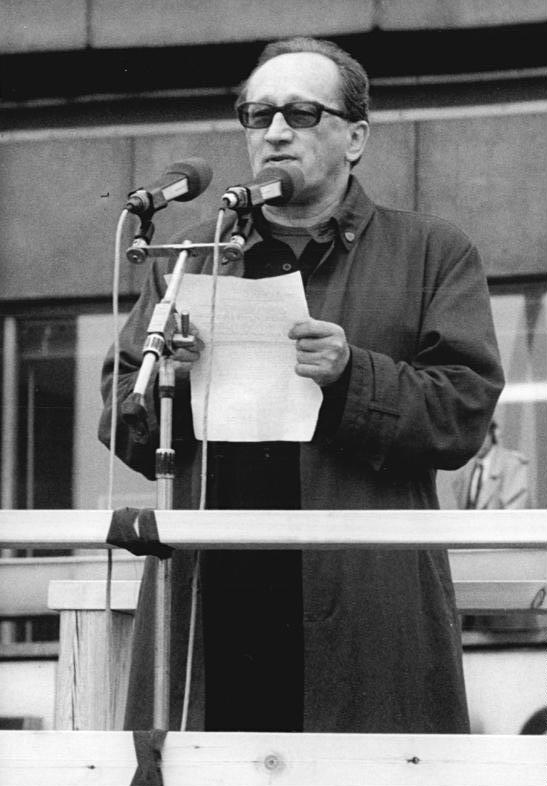
Müller spreekt de menigte toe bij een demonstratie in de DDR in 1989

Heiner Müller (Eppendorf (Saksen), 9 januari 1929 - Berlijn, 30 december 1995) wordt tot de belangrijkste Duitse theatermakers, auteurs, dichters, regisseurs en intendanten van de twintigste eeuw gerekend.
In 1947 trad Müller toe tot de SED en werkte vanaf 1950 voor Sonntag en vanaf 1953 voor Neue deutsche Literatur, twee culturele tijdschriften. In 1954 trouwde hij met de dichteres Ingeborg Schwenkner (pseudoniem: Inge Müller, 1925-1966). Vanaf 1954 werkte hij in het Deutsche Schriftstellerverband (DSV) en in 1957 werd hij redacteur van het tijdschrift Junge Kunst. In deze periode werd zijn eerste stuk Zehn Tage, die die Welt erschütterten voor het eerst opgevoerd. In 1958 werd hij medewerker aan het Maxim Gorki-Theater in Berlijn en zelfstandig auteur. In hetzelfde jaar werden Der Lohndrücker en Die Korrektur voor het eerst opgevoerd. In 1959 kreeg hij de Heinrich-Mann-Preis. 
Die Umsiedlerin werd in 1961 voor het eerste op de bühne gebracht en direct verboden. Müller werd uit de Schriftstellerverband uitgesloten. In 1964 schreef Müller dan Die Umsiedlerin om (in 1976 enscenering). In 1965 werd Müller opnieuw door de SED bekritiseerd. De partij liet de opvoering van Der Bau verbieden. In 1967 volgde de eerste opvoering van Ödipus Tyrann. In hetzelfde jaar trouwde Müller met de Bulgaarse Ginka Tscholakowa.
In 1970 werd Müller dramaturg aan het Berliner Ensemble. het in de DDR verboden stuk Mauser werd in 1975 voor het eerst gespeeld in de Verenigde Staten en later, in 1980, in Keulen. Germania Tod in Berlin werd voor het eerst in 1978 in de Münchner Kammerspiele gespeeld, in 1979 Die Hamletmaschine in Essen. In 1982 werd Der Auftrag in Bochum geënsceneerd. In 1984 werd Müller lid van de Akademie der Künste der DDR en kreeg in 1985 kreeg hij de Georg-Büchner-Preis, een van de belangrijkste Duitse literaire prijzen. In 1986 werd hij lid van de Akademie der Künste West-Berlin en kreeg hij de Nationalpreis I. Klasse voor kunst en cultuur van de DDR. In 1988 werd Müller opnieuw in de DDR-Schriftstellerverband opgenomen.
Op 4 november 1989 trad hij bij de grote demonstratie op de Alexanderplatz in Berlijn als spreker op. In 1990 werd het festival Experimenta in Frankfurt am Main te zijner ere ingericht. Hij werd president van de Akademie der Künste der DDR resp. de Akademie der Künste in Berlijn. In 1985 ontving hij de Georg-Büchner-Preis, in 1990 de Kleist-Preis, in 1991 de Europese Theaterprijs en in 1996 de Theaterpreis Berlin. Vanaf 1992 bekleedde hij een leidinggevende positie in het Berliner Ensemble, en in hetzelfde jaar trouwde hij met de jonge fotografe Brigitte Maria Mayer, met wie hij een dochter, Anna, kreeg.  
In 1993 ensceneerde Müller bij de Bayreuther Festspiele succesvol de opera Tristan und Isolde. Zijn laatste enscenering was, geïnspireerd door zijn collega-intendant Peter Zadek, Brechts Arturo Ui, dat in juni 1995 met Martin Wuttke in de hoofdrol voor het eerst gespeeld werd. 
Op 30 december 1995 stierf Müller in Berlijn aan kanker. Hij woonde tot het einde van zijn leven samen met zijn vrouw Brigitte en hun dochter Anna in een omgebouwde fabrieketage in Berlin-Kreuzberg. Zijn graf bevindt zich op het Dorotheenstädtischer Friedhof in Berlin-Mitte in de buurt van dat van zijn grote voorbeeld Bertolt Brecht. De sigarenliefhebber kreeg een kistje Montecristo-Havannas meegegeven in zijn laatste rustplaats.

## Werk
Hoewel voornamelijk bekend door zijn theater, schreef Müller ook proza en veel lyriek, alsook een autobiografie (Krieg ohne Schlacht: Leben in zwei Diktaturen, 1994)

### Theater
- Die Morgendämmerung löst das Ungeheuer auf (hoorspel, 1948)
- Die Schlacht (1ste versie, 1951)
- Die Reise (1951 / 52)
- Szenen aus einem Stück über Werner Seelenbinder (1952)
- Gespräch der Bediensteten im Palast des Agamemnon während dieser ermordet wird ind Küche (1952 / 53)
- Traktor (1ste versie, 1955)
- Zehn Tage, die die Welt erschütterten (met Hagen Müller-Stahl, 1956)
- Der Lohndrücker (met Inge Müller, 1956)
- Die Umsiedlerin oder Das Leben auf dem Lande (1956)
- Germania Tod in Berlin (1. Fssg., 1956)
- Die Brücke fällt aus (1957)
- Die Korrektur (met Inge Müller, 1957)
- Klettwitzer Bericht 1958. Nach dem gleichnahmigen Hörspiel (1957 / 58)
- Philoktet (1958)
- Glücksgott (1958)
- Die Bauern (2de versie van Die Umsiedlerin, 1961)
- Traktor (2de versie, 1961)
- Unterwegs (met Inge Müller en Günter Jäniche, 1963)
- Der Bau (1963 / 64)
- Herakles 5 (1964)
- Die Bauern (3de versie van Die Umsiedlerin, 1964)
- Sophokles: Oedipus Tyrann (1966)
- Prometheus (1967 / 68)
- Drachenoper (Libretto für „Lanzelot“ von Paul Dessau, 1967 / 68)	  * Horizonte (1968)
- Der Horatier (1968 / 69)
- Waldstück (1969)
- Weiberkomödie (naar het hoorspel Die Weiberbrigade van Inge Müller, 1969)
- Mauser (1970)
- Macbeth (1971)
- Germania Tod in Berlin (2de versie, 1971)
- Zement (1972)
- Medeaspiel (1974)
- Traktor (3de versie, 1974)
- Die Schlacht (2de versie, 1974)
- Leben Gundlings Friedrich von Preußen Lessings Schlaf Traum Schrei. Ein Greuelmärchen (1976)
- Ruine der Reichskanzlei (scène voor het gaststuk Die Schlacht in Parijs, 1977)
- Die Hamletmaschine (1977)
- Der Untergang des Egoisten Johann Fatzer (naar Brecht, 1978)
- Quadriga (1978)
- Rosebud (1978)
- Philoktet 1979. Drama mit Ballett (ontwerp, 1979)
- Der Auftrag (1979)
- Herzstück (1981)
- Quartett (1981)
- Verkommenes Ufer Medeamatrial Landschaft mit Argonauten (1982)
- the CIVIL warS a tree is best measured when it is down (opera van Robert Wilson met medewerking van Müller, 1984)
- Bildbeschreibung (1984)
- Anatomie Titus Fall of Rome Ein Shakespearekommentar (1984)
- Wolokolamsker Chaussee I.: Russische Eröffnung (1984)
- Wallenstein (1985)
- Wolokolamsker Chaussee II.: Wald bei Moskau (1985 / 86)
- Wolokolamsker Chaussee III.: Das Duell (1985 / 86)
- Die Befreiung des Prometheus. Hörstück in neun Bildern von Heiner Goebbels …(1986)
- Ali im Wunderland (Schlussszene zu einem Wallraff-Abend, 1986)
- Kanackenrepublik (Szene, 1986)
- Wolokolamsker Chaussee IV.: Kentauren (1987)
- MAeLSTROMSÜDPOL (project met Erich Wonder en Heiner Goebbels, 1987)
- Wolokolamsker Chaussee V.: Der Findling (1988)
- Prometheus in der Bildbeschreibung (Szene, 1990)